# مارک رابرتس (بازیکن فوتبال، زاده ۱۹۸۳)
مارک رابرتس (انگلیسی: Mark Roberts؛ زادهٔ ۱۶ اکتبر ۱۹۸۳) بازیکن فوتبال اهل بریتانیا است.
از باشگاه‌هایی که در آن بازی کرده‌است می‌توان به باشگاه فوتبال آکرینگتون استنلی، باشگاه فوتبال کرو آلکساندرا، باشگاه فوتبال استیونج، باشگاه فوتبال نورتویچ ویکتوریا، باشگاه فوتبال ساوتپورت، باشگاه فوتبال واکسول موتورز، باشگاه فوتبال ساوتپورت، باشگاه فوتبال نورتویچ ویکتوریا، باشگاه فوتبال نورتویچ ویکتوریا، باشگاه فوتبال استیونج، باشگاه فوتبال فلیتوود، و باشگاه فوتبال کمبریج یونایتد اشاره کرد.